# PRND
PRND (англ. Prion like protein doppel) – білок, який кодується однойменним геном, розташованим у людей на короткому плечі 20-ї хромосоми. Довжина поліпептидного ланцюга білка становить 176 амінокислот, а молекулярна маса — 20 293.
| 10         |  | 20         |  | 30         |  | 40         |  | 50         |
| ---------- |  | ---------- |  | ---------- |  | ---------- |  | ---------- |
| MRKHLSWWWL |  | ATVCMLLFSH |  | LSAVQTRGIK |  | HRIKWNRKAL |  | PSTAQITEAQ |
| VAENRPGAFI |  | KQGRKLDIDF |  | GAEGNRYYEA |  | NYWQFPDGIH |  | YNGCSEANVT |
| KEAFVTGCIN |  | ATQAANQGEF |  | QKPDNKLHQQ |  | VLWRLVQELC |  | SLKHCEFWLE |
| RGAGLRVTMH |  | QPVLLCLLAL |  | IWLTVK     |  |            |  |            |

A: Аланін

C: Цистеїн

D: Аспарагінова кислота

E: Глутамінова кислота

F: Фенілаланін

G: Гліцин

H: Гістидин

I: Ізолейцин

K: Лізин

L: Лейцин

M: Метіонін

N: Аспарагін

P: Пролін

Q: Глутамін

R: Аргінін

S: Серин

T: Треонін

V: Валін

W: Триптофан

Локалізований у клітинній мембрані, мембрані.